# Rue de Grenelle
Die Rue de Grenelle ist eine Straße auf der Rive Gauche von Paris. Nur der äußerste östliche Abschnitt der Straße liegt im 6., ihr gesamter weiterer Verlauf im 7. Arrondissement.

## Situation und Erreichbarkeit
Die Rue de Grenelle hat eine Länge von ungefähr 2,2 Kilometern. Sie beginnt an der Place Michel Debré, führt in nordwestlicher Richtung bis zur Place des Invalides (gelegen zwischen Hôtel und Esplanade des Invalides) und setzt nach dem Platz ihren Verlauf in südwestlicher Richtung fort bis in die unmittelbare Nähe des Champ de Mars. Sie passiert dabei Teile von vier Pariser Quartiers – vom Quartier Saint-Germain-des-Prés (bis zur Kreuzung mit der Rue des Saints-Pères), vom Quartier Saint-Thomas-d’Aquin (bis zur Kreuzung mit der Rue de Bellechasse), vom Quartier des Invalides (bis zur Kreuzung mit dem Boulevard de la Tour-Maubourg) und vom Quartier du Gros-Caillou (bis zu ihrer Einmündung in die Avenue de La Bourdonnais). Jenseits der Avenue de La Bourdonnais liegt die Rue de Belgrade, die nach weniger als 100 Metern am Champ de Mars endet.
Sie ist mit den folgenden öffentlichen Verkehrsmitteln zu erreichen:
- Die nächstgelegenen Métrostationen zum Erreichen der Rue de Grenelle sind: Rue du Bac (Linie 12), Varenne (Linie 13) und La Tour-Maubourg (Linie 8; dort führt ein Ausgang direkt in die Rue de Grenelle).
- Die RATP-Buslinie 69 bedient innerhalb der Rue de Grenelle die Haltestellen Grenelle-Bellechasse, Bourgogne, Esplanade des Invalides, Invalides-La Tour Maubourg, Saint-Pierre du Gros Caillou und Bosquet-Grenelle.

Für den Autoverkehr ist die Rue de Grenelle auf ihrer gesamten Länge (mit Ausnahme der überquerten Place des Invalides) eine Einbahnstraße in westlicher Richtung.

## Herkunft des Namens
Die Herkunft des Namens leitet sich ab von der Straße, die Paris bis zum Jahr 1860 mit der Gemeinde Grenelle verband (deren Fläche ungefähr dem heutigen Quartier de Grenelle entsprach). Auf Vermessungskarten ist sie erstmalig im Jahr 1529 eingetragen, aber als „Chemin Neuf“ existierte der Weg nach Grenelle bereits im 14. Jahrhundert. Der Name „Grenelle“ entstand aus Abwandlungen von „garenne“ (deutsch: Kaninchenstall) und später „garanella“.

## Einige bedeutende Gebäude
Nr. 15: Hôtel de Bérulle, Nr. 36: „À la petite chaise“, Nr. 44: Lycée privé Saint-Thomas-d'Aquin Nr. 79: Hôtel d'Estrées sowie:
- Nr. 87: Hôtel de Bauffremont[7]
- Nr. 110: Hôtel de Rochechouart – Sitz des Ministère de l’Éducation nationale (Bildungsministerium)
- Nr. 116: Rathaus des 7. Arrondissements[8]

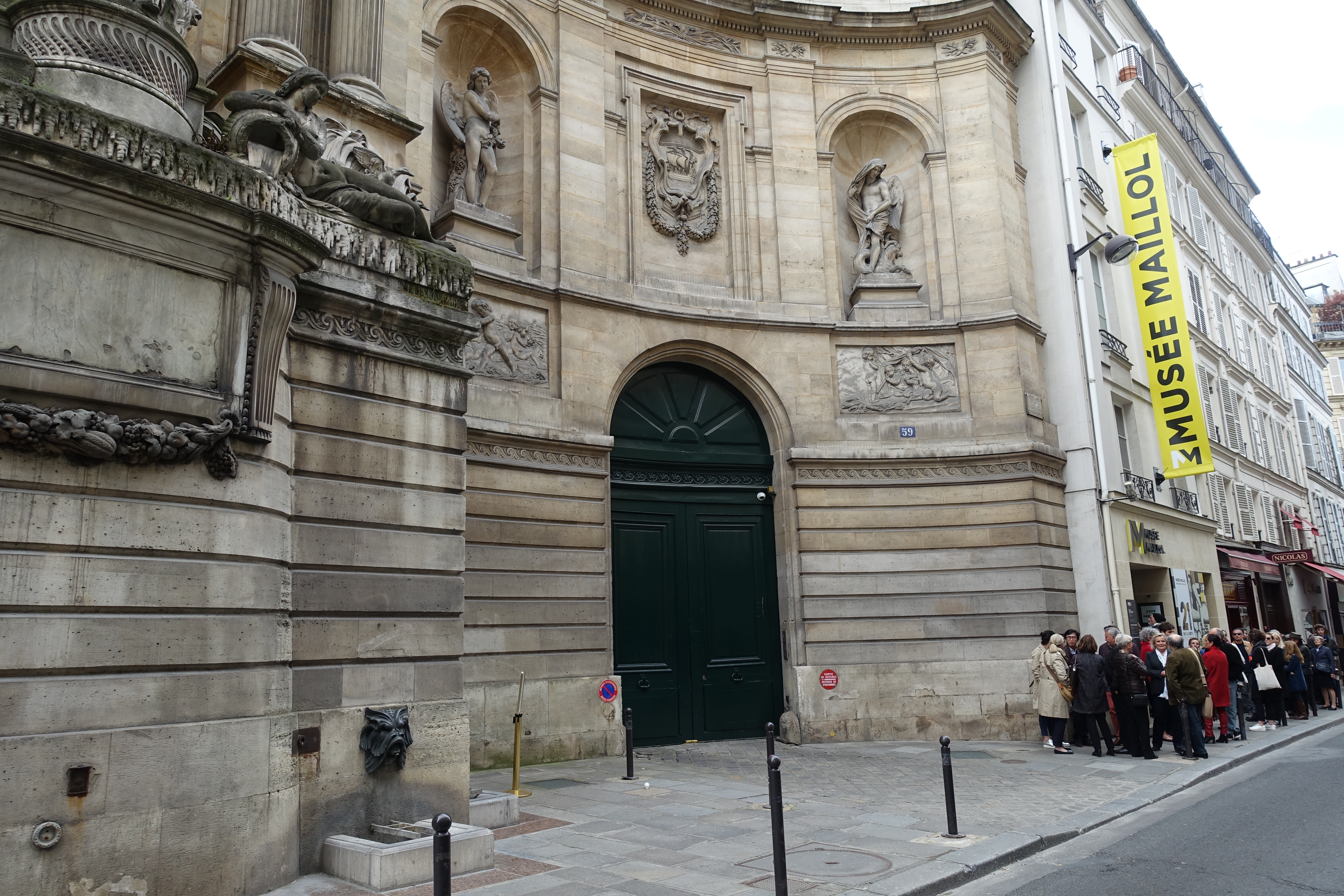
Nr. 59–61: Musée Maillol
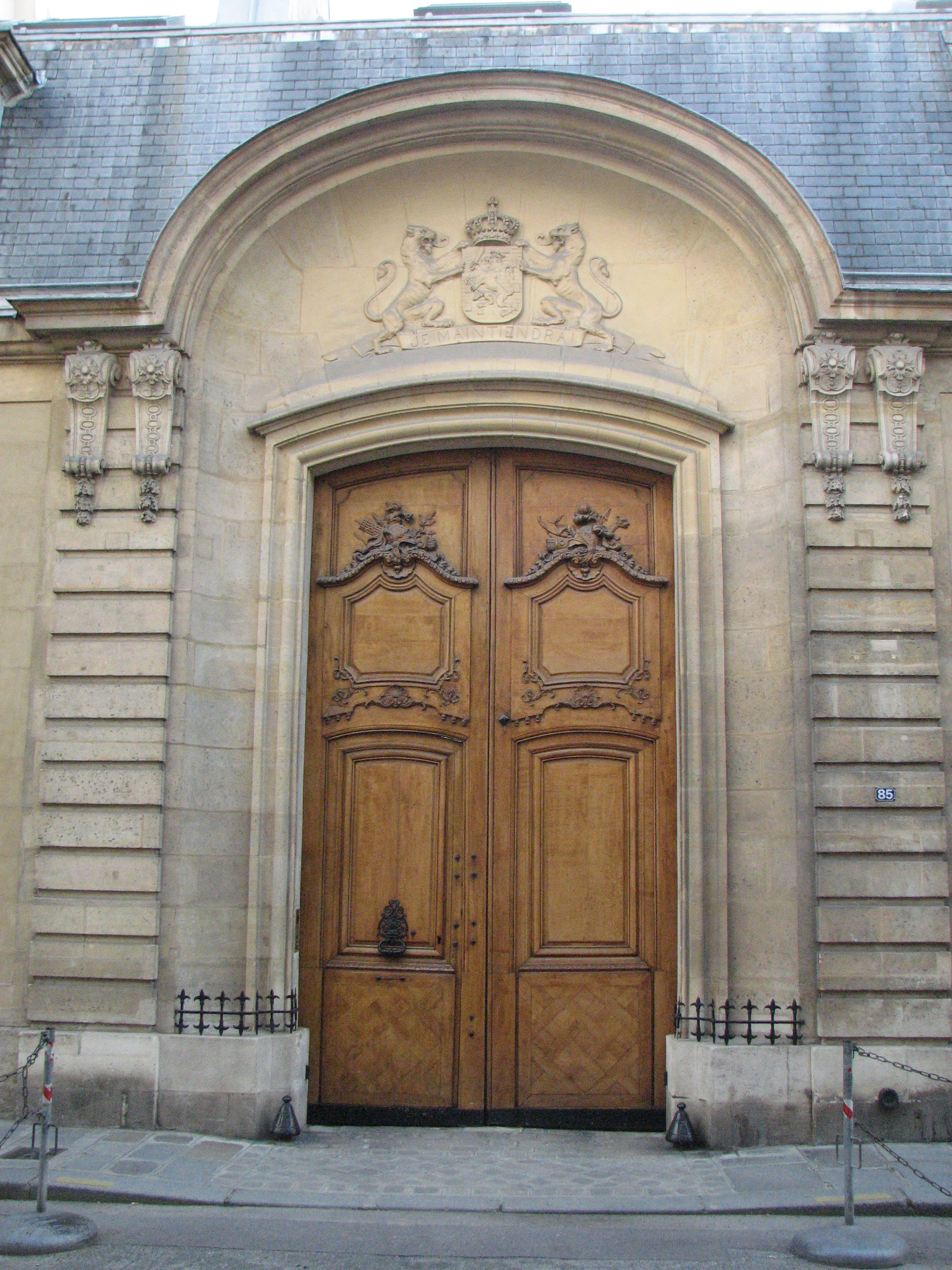
Nr. 85: Hôtel d'Avaray
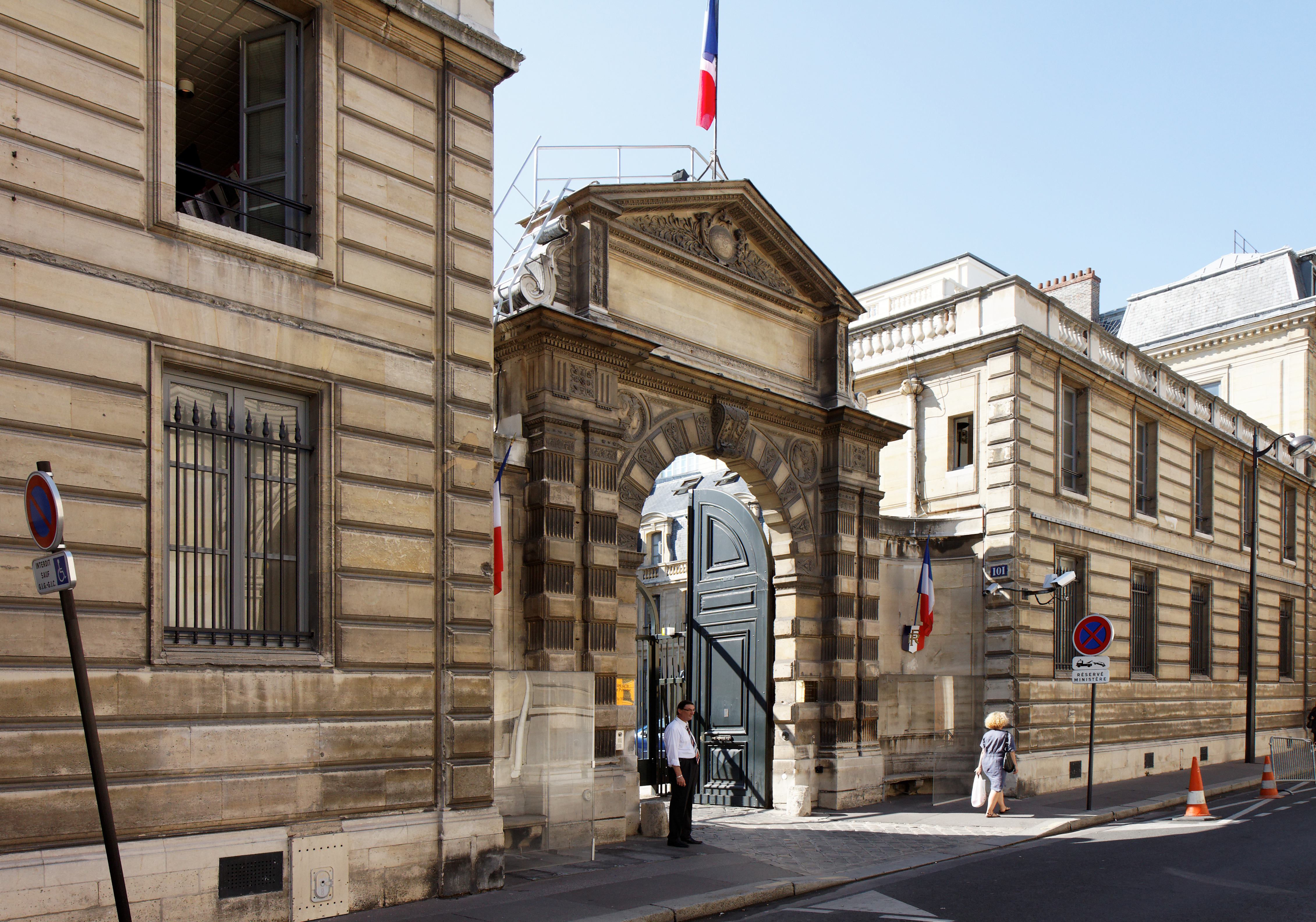
Nr. 101: Hôtel de Rothelin-Charolais
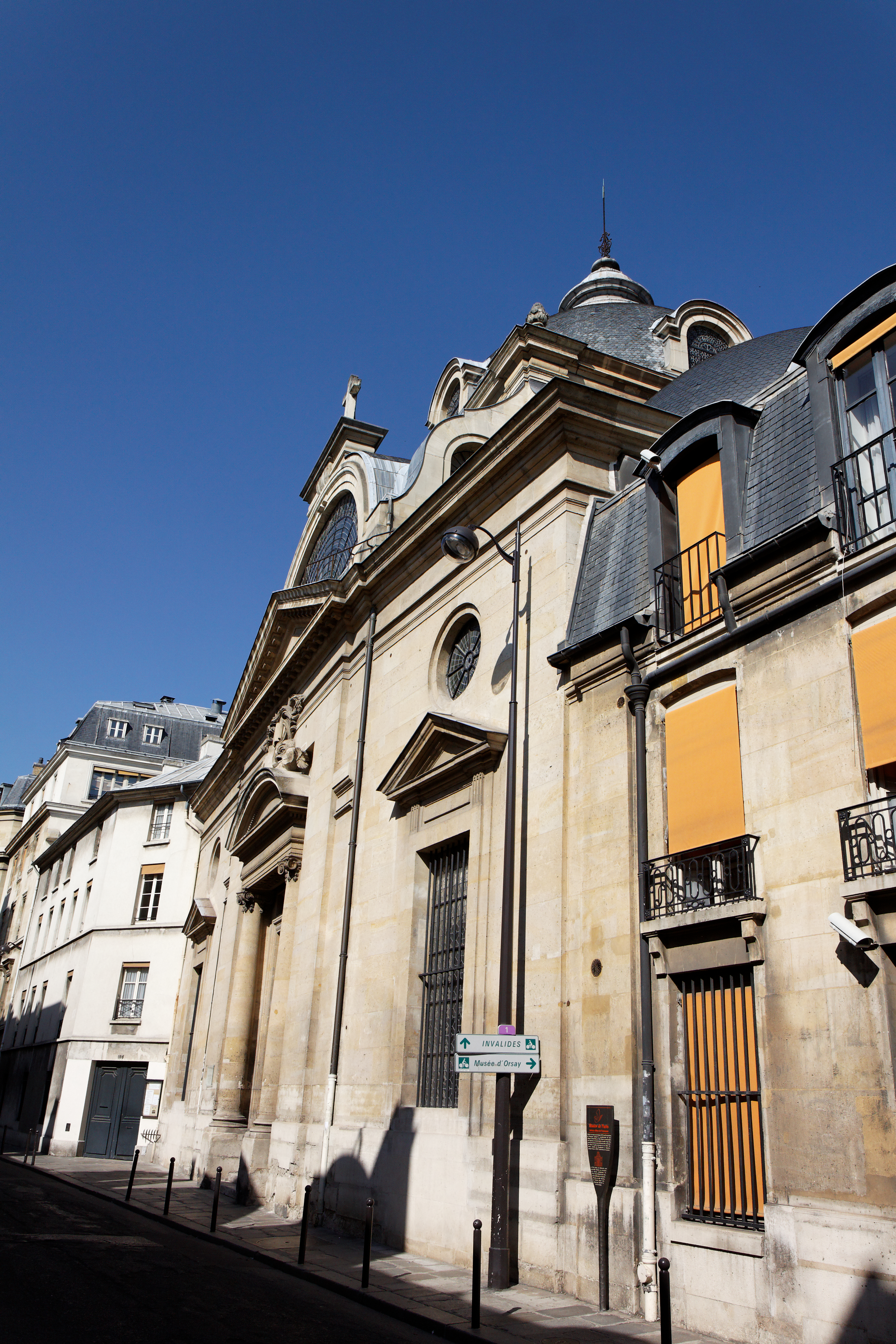
Nr. 104–106: Abtei Penthemont
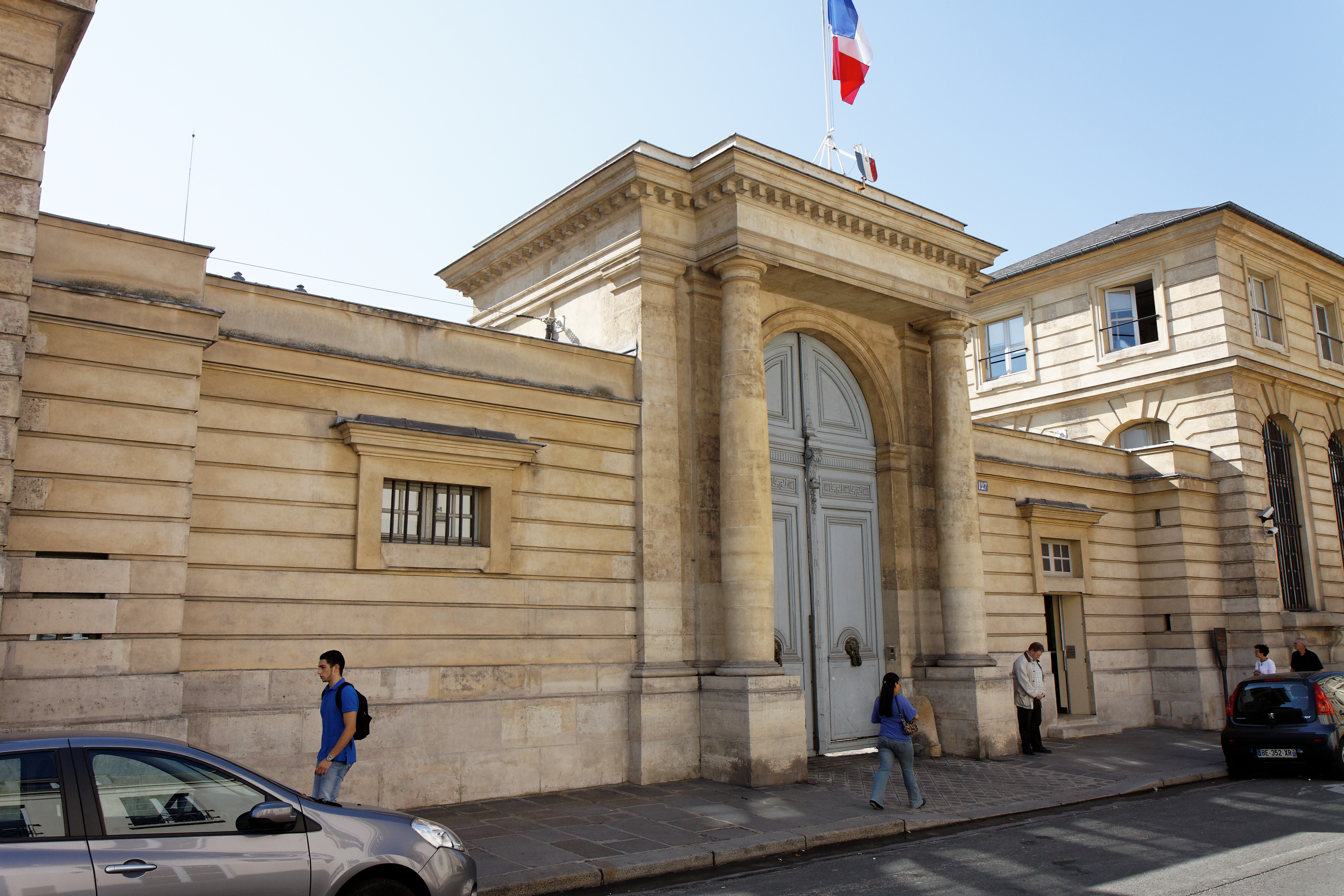
Nr. 127: Hôtel du Châtelet

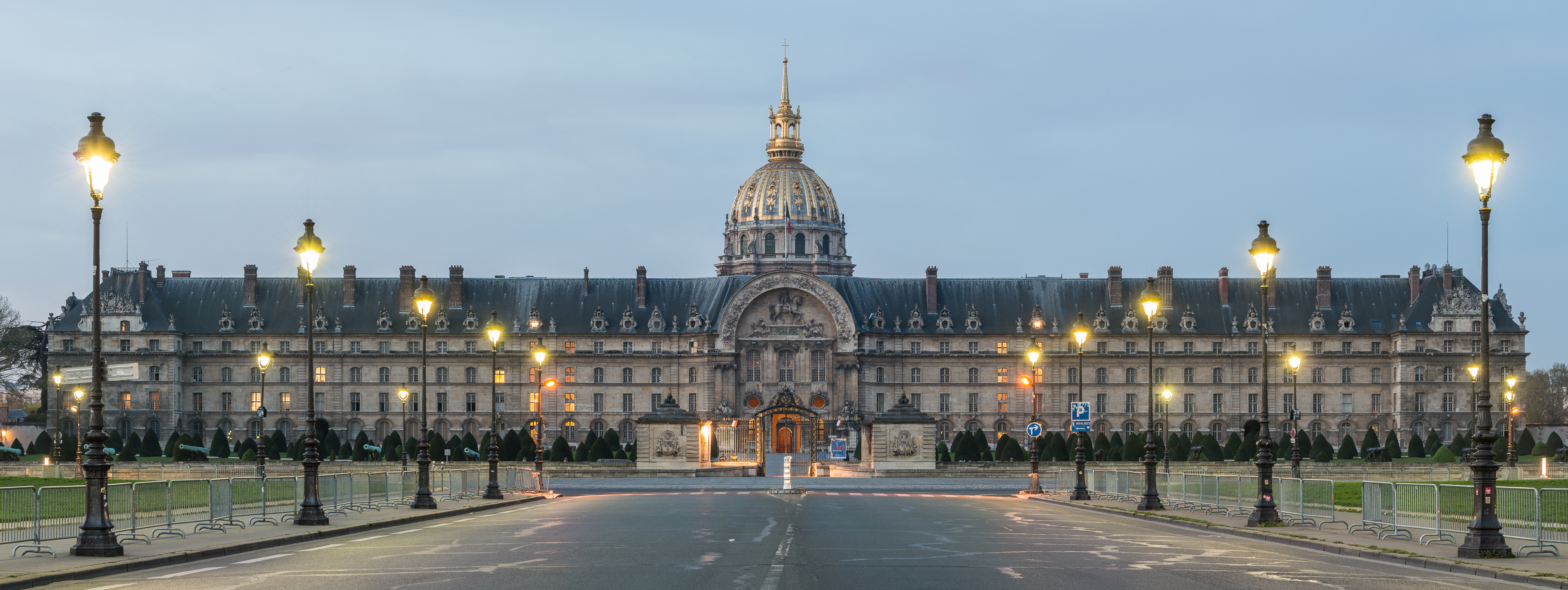
Nr. 129: Zugang zum Hôtel des Invalides und zum Musée de l’Armée
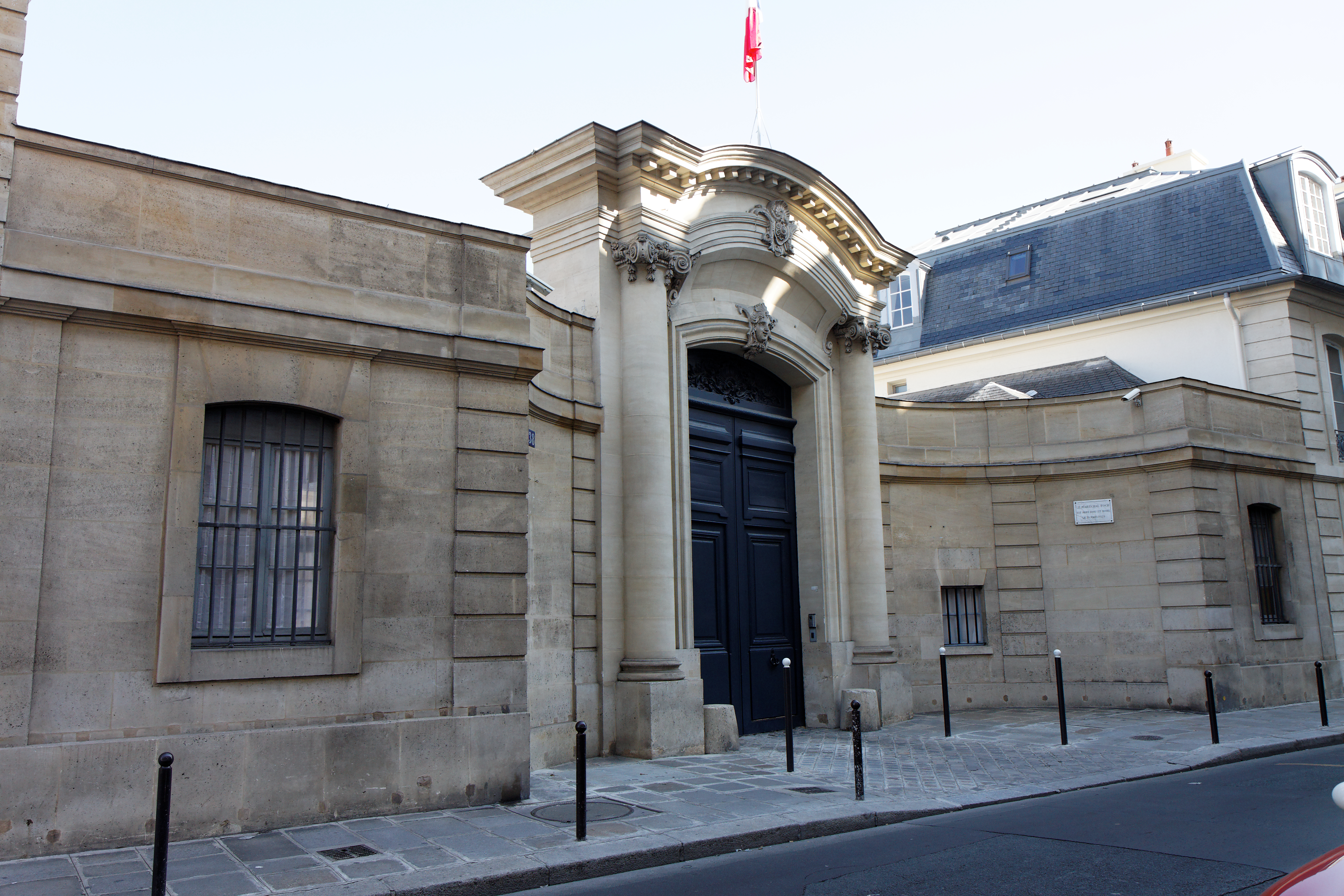
Nr. 138: Hôtel de Noirmoutier
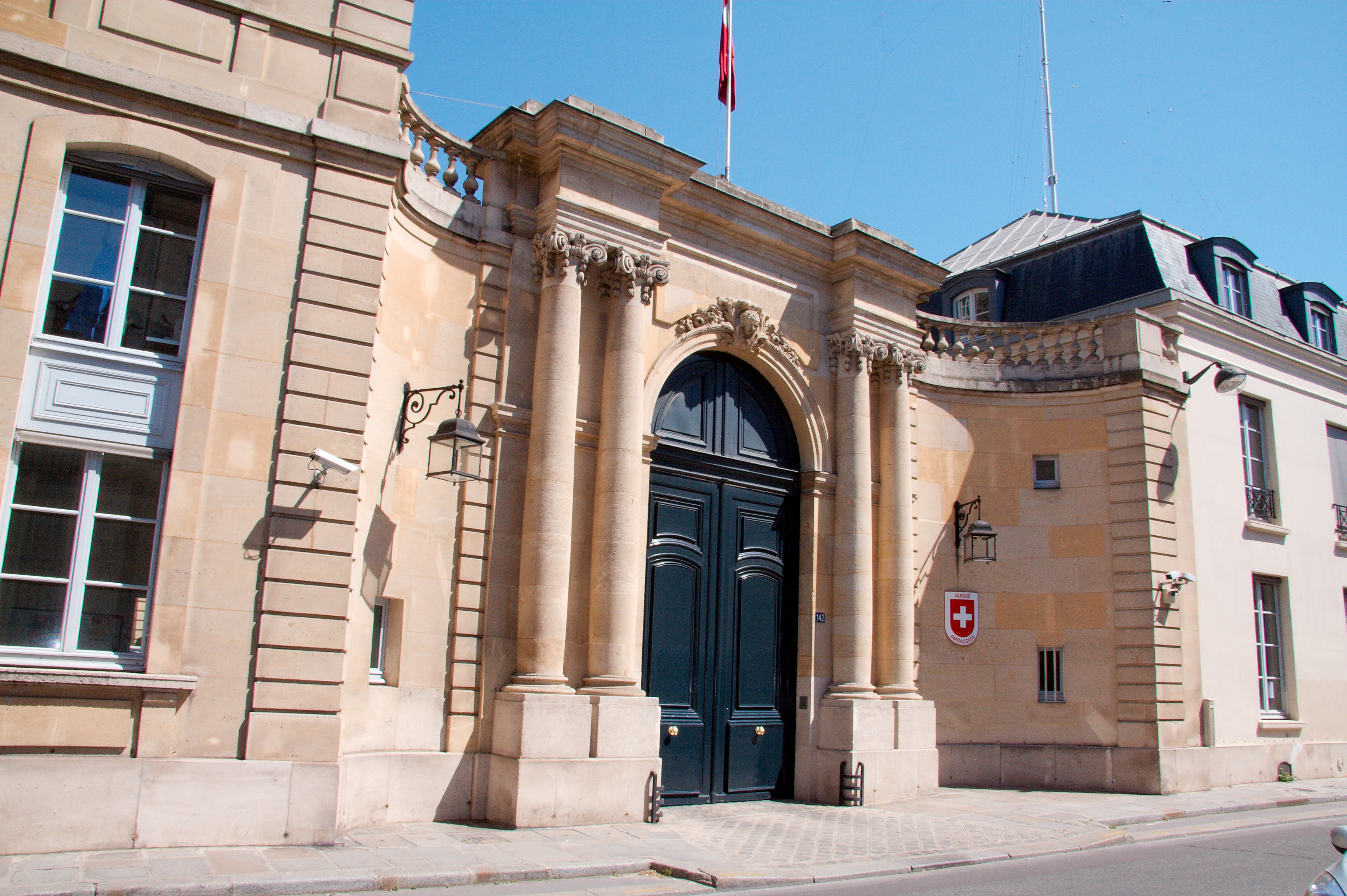
Nr. 142: Hôtel de Besenval

## Einige ehemalige Bewohner
Nr. 100: Hier wuchsen in den 1940er und 1950er Luc und Christian Boltanski auf.

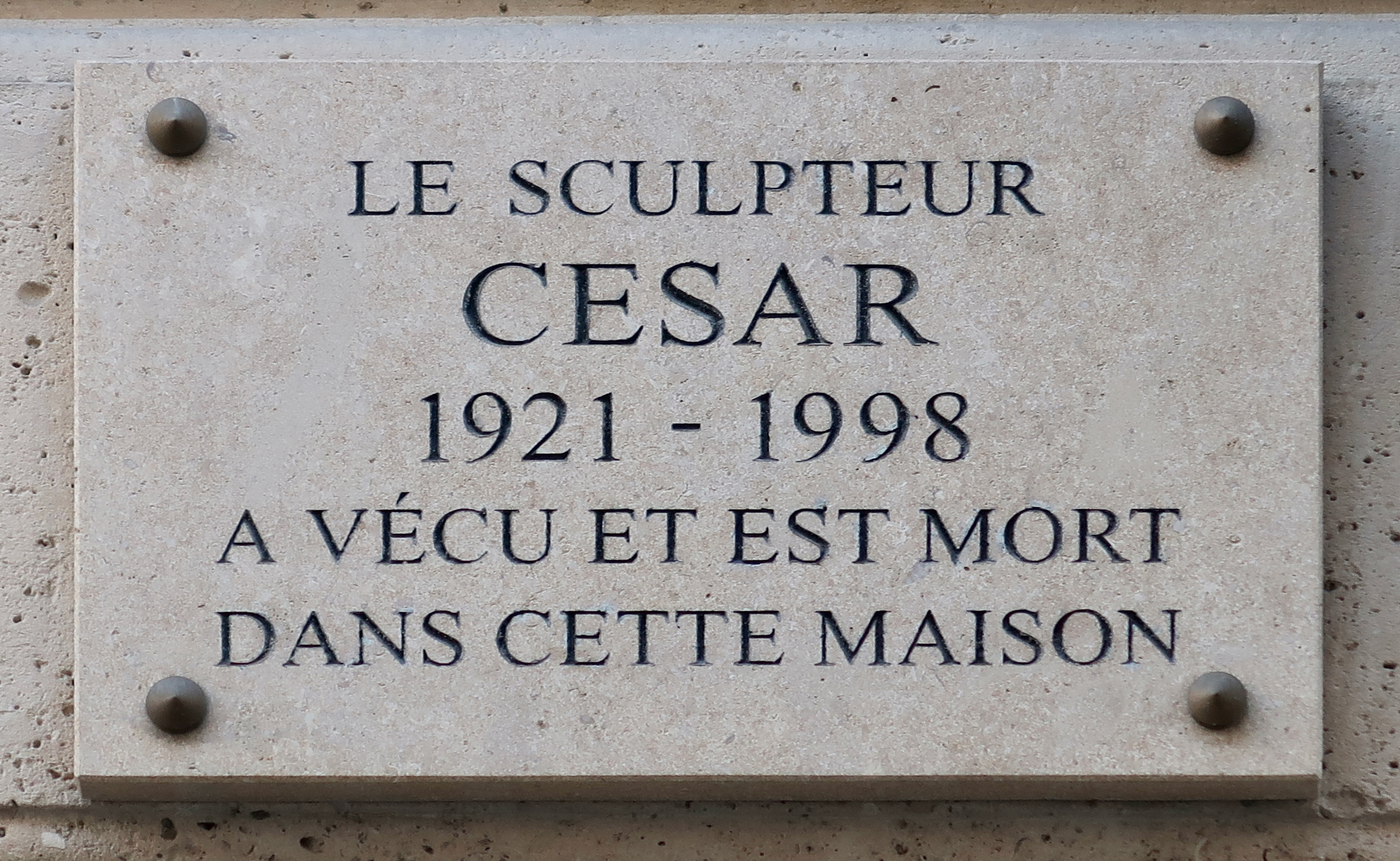
Nr. 9: Letzter Wohnort des Bildhauers César Baldaccini
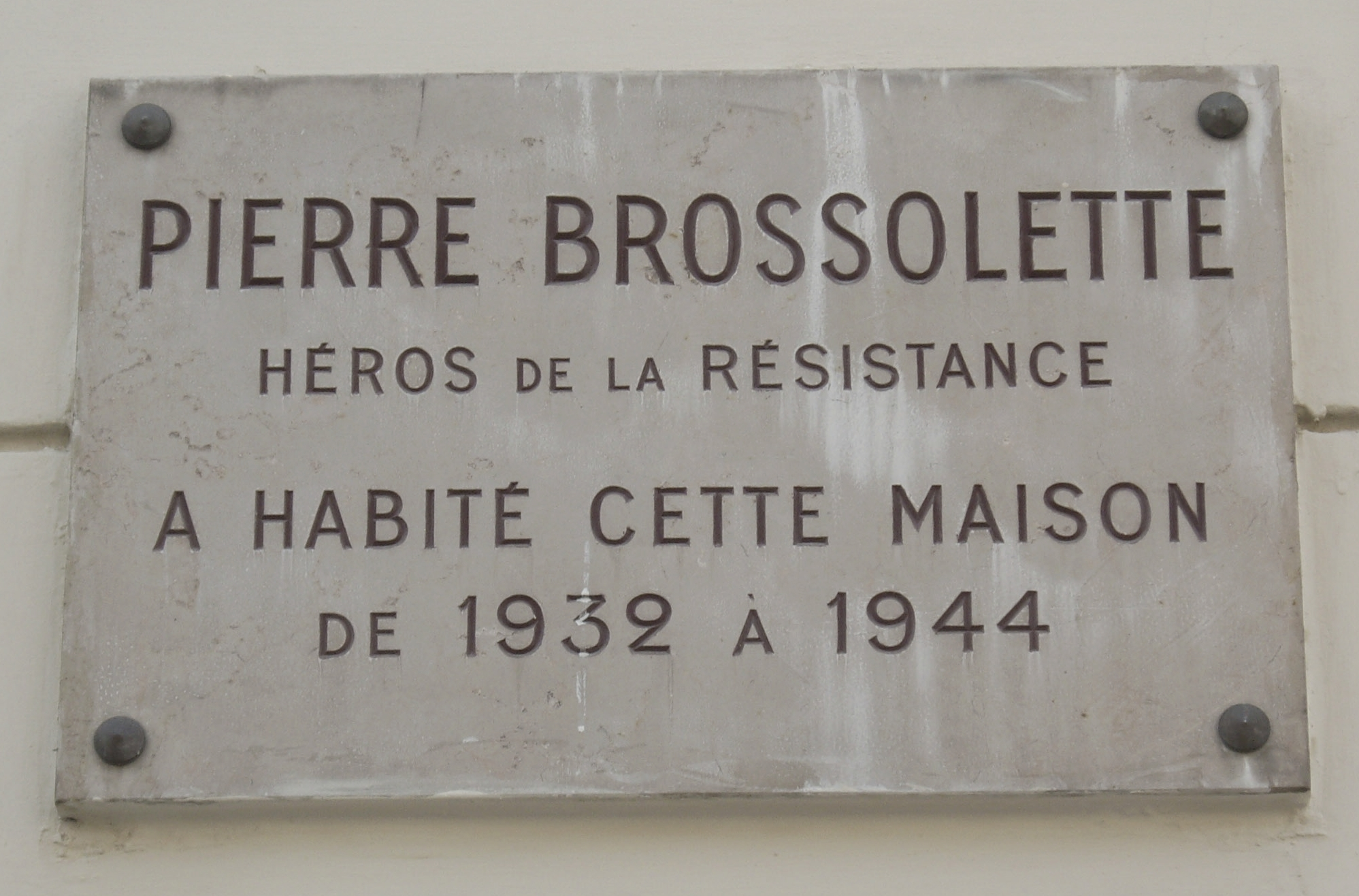
Nr. 123: Wohnort von Pierre Brossolette von 1932 bis 1944

## Die Rue de Grenelle in der Literatur
- J. R. Bechtle: 1965 – Rue de Grenelle. Frankfurter Verlagsanstalt, Frankfurt 2015, ISBN 978-3-627-00217-6.
- Christophe Boltanski: La Cache. Stock, Paris 2015, ISBN 978-2-234-07637-2.
  - Das Versteck. Aus dem Französischen übersetzt von Tobias Scheffel. Carl Hanser, München 2017, ISBN 978-3-446-25642-2.